# Зграда старе ратне команде
Зграда старе ратне команде подигнута је између улица Проте Михалчића и Београдске улице, на данас Тргу владике Николаја, у оквиру Подграђа Петроварадинске тврђаве. Карактеристична диспозија и функционална организација просторија, примењени архитектура, са свим елементима барокног стила иде у прилог да је грађевина изграђена највероватније у првој фази изградње Тврђаве, а најкасније до половине 18. века.

## Архитектура
Иако није са сигурношћу утврђена њена изворна намена, њен положај насупрот Зграде команданта Тврђаве говори о важном објекту у склопу утврђења. У основи издуженог правоугаоника, састоји се од приземља и спрата, са два мања бочна крила и средишњим степенишним анексом. Испод уличних трактова налазе се два одвојена подрума. Просторије у приземљу и на спрату распоређене распоређене су у два тракта са средишним ходником, где су просторије у приземљу засведене полуобличастим масивним сводом, а на спрату са равним таваницама. Кров је висок, на две воде и покривен бибер црепом. 
Фасаде су равно малтерисане са вишеструко профилисаним поткровним венцем. Углови и полукружно завршен улаз наглашени су плитким пиластрима. Са фасада је својевремено уклоњена целокупна малтерска декорација, укључујићи и посебно акцентовану нишу са свецем заштитником која се налазила на фасади Београдске улице.